# Pachyramphus xanthogenys
A Pachyramphus xanthogenys a madarak (Aves) osztályának verébalakúak (Passeriformes) rendjébe és a Tityridae családjába tartozó faj. Egyes szervezetek az egész családot, a kotingafélék (Cotingidae) családjában sorolják Tityrinae alcsaládként.

## Rendszerezése
A fajt Tommaso Salvadori és Eurico Festa írták le 1898-ban, Pachyrhamphus xanthogenys néven. Egyes szervezetek szerint a Pachyramphus viridis alfaja Pachyramphus viridis xanthogenys néven.

## Előfordulása
Az Andok hegység keleti lábainál, Ecuador és Peru területén honos. A természetes élőhelye a szubtrópusi vagy trópusi síkvidéki esőerdők és cserjések. Állandó, nem vonuló faj.

## Megjelenése
Testhossza 14,5 centiméter.

## Szaporodása
Fészke terjedelmes és gömbölyű, bejárati lyukkal az oldalán vagy az alján, amelyet levelekből, rostokból és mohákból készít.

## Külső hivatkozások
- Képek az interneten a fajról
- Xeno-canto.org - a faj hangja és elterjedési területe